# Gabriel Sara
Gabriel Sara (Joinville, Brasil, 26 de junio de 1999) es un futbolista brasileño que juega como mediocampista en el Galatasaray S. K. de la Superliga de Turquía.

## Trayectoria

### São Paulo
Sara debutó con el São Paulo el 3 de diciembre de 2017, en el empate 1-1 con el Bahía, por el Campeonato Brasileño.[cita requerida]
Sara dejó São Paulo en 2022. Jugó 120 partidos y marcó 17 goles durante su estancia en el club.

### Norwich City
El 15 de julio de 2022, el Norwich City de la Championship acordó el precio de la transferencia de £ 6 millones más complementos con São Paulo por Sara, y el jugador firmó contrato hasta 2026. Sara hizo su debut el 6 de agosto de 2022, sustituyendo al lesionado Max Aarons en el empate 1-1 ante el Wigan Athletic. Sara anotó su primer gol con Norwich en la derrota por 3-2 ante Preston North End, y volvió a marcar tres semanas después en la victoria por 3-1 contra Stoke City en Carrow Road.
Sara volvería a marcar en la victoria por 3-1 sobre Hull City el 14 de febrero de 2023, antes de anotar en partidos consecutivos en la victoria del Canarias por 2-0 sobre Cardiff City, y anotar el gol de la victoria por 3-2 en los play-off persiguiendo a Millwall.
Un gol y dos asistencias durante el primer mes de la temporada 2023-24 hicieron que Sara fuera nombrado Jugador del Mes del Championship en agosto.

## Estadísticas
Actualizado al último partido disputado el 27 de abril de 2024.
| Club | Div.          | Temporada     | Liga  | Liga  | Estatal(1) | Estatal(1) | Copa nacionales(2) | Copa nacionales(2) | Copa de la Liga(3) | Copa de la Liga(3) | Copas internacionales | Copas internacionales | Total | Total |
| Club | Div.          | Temporada     | Part. | Goles | Part.      | Goles      | Part.              | Goles              | Part.              | Goles              | Part.                 | Goles                 | Part. | Goles |
| --- | ------------- | ------------- | ----- | ----- | ---------- | ---------- | ------------------ | ------------------ | ------------------ | ------------------ | --------------------- | --------------------- | ----- | ----- |
| São Paulo · Brasil | 1.ª           | 2017          | 1     | 0     | 0          | 0          | 0                  | 0                  | –                  | –                  | 0                     | 0                     | 1     | 0     |
| São Paulo · Brasil | 1.ª           | 2019          | 6     | 0     | 0          | 0          | 0                  | 0                  | –                  | –                  | 0                     | 0                     | 6     | 0     |
| São Paulo · Brasil | 1.ª           | 2020          | 33    | 5     | 1          | 0          | 6                  | 0                  | –                  | –                  | 4                     | 1                     | 37    | 6     |
| São Paulo · Brasil | 1.ª           | 2021          | 36    | 4     | 9          | 4          | 4                  | 2                  | –                  | –                  | 5                     | 0                     | 54    | 10    |
| São Paulo · Brasil | 1.ª           | 2022          | 1     | 0     | 10         | 1          | 2                  | 0                  | –                  | –                  | 26                    | 0                     | 15    | 1     |
| São Paulo · Brasil | Total         | Total         | 77    | 9     | 20         | 5          | 12                 | 2                  | –                  | –                  | 11                    | 1                     | 120   | 17    |
| Norwich City Inglaterra | 2.ª           | 2022–23       | 40    | 7     | –          | –          | 1                  | 0                  | 2                  | 0                  | –                     | –                     | 43    | 7     |
| Norwich City Inglaterra | 2.ª           | 2023–24       | 45    | 13    | –          | –          | 2                  | 1                  | 3                  | 0                  | –                     | –                     | 50    | 14    |
| Norwich City Inglaterra | Total         | Total         | 85    | 20    | –          | –          | 3                  | 1                  | 5                  | 0                  | –                     | –                     | 93    | 21    |
| Total carrera | Total carrera | Total carrera | 162   | 29    | 22         | 6          | 13                 | 2                  | 5                  | 0                  | 11                    | 1                     | 213   | 38    |
| (1)Incluidos los datos del Campeonato Paulista (2)Incluidos los datos de la Copa do Brasil, FA Cup (3)Incluidos los datos de la EFL Cup (4)Dos apariciones en Copa Libertadores, dos apariciones y un gol en Copa Sudamericana (5)Apariciones en Copa Libertadores (6)Apariciones en Copa Sudamericana |               |               |       |       |            |            |                    |                    |                    |                    |                       |                       |       |       |

## Palmarés

### Títulos estatales
| Título              | Club            | Estado    | Año  |
| ------------------- | --------------- | --------- | ---- |
| Campeonato Paulista | São Paulo F. C. | São Paulo | 2021 |

### Títulos nacionales
| Título               | Club              | País    | Año  |
| -------------------- | ----------------- | ------- | ---- |
| Copa de Turquía      | Galatasaray S. K. | Turquía | 2025 |
| Superliga de Turquía | Galatasaray S. K. | Turquía | 2025 |

### Distinciones individuales
| Distinción                                | Año     |
| ----------------------------------------- | ------- |
| Jugador de la temporada del Norwich City  | 2022-23 |
| Jugador del mes de la Championship        | 2023    |
| Equipo de la temporada de la Championship | 2023-24 |